# Lijst van Xbox One-spellen
Dit is een lijst van spellen die aangekondigd of verschenen zijn voor Xbox One.

## 0-9
| Titel           | Jaar van uitgave | Ontwikkelaar(s) | Uitgever(s)  | Notitie(s)  |
| --------------- | ---------------- | --------------- | ------------ | ----------- |
| #IDARB          | 2015             | Other Ocean     | Other Ocean  | Via ID@Xbox |
| 1001 Spikes     | 2014             | Nicalis         | Nicalis      | Via ID@Xbox |
| 101 Ways to Die | 2016             | Four Door Lemon | Vision Games |             |
| 6180 the moon   | 2015             | Turtle Cream    | Turtle Cream | Via ID@Xbox |

## A
| Titel                                      | Jaar van uitgave | Ontwikkelaar(s)                           | Uitgever(s)            | Notitie(s)  |
| ------------------------------------------ | ---------------- | ----------------------------------------- | ---------------------- | ----------- |
| Aaero                                      | 2017             | Mad Fellows                               | Mad Fellows            | Via ID@Xbox |
| Aaru's Awakening                           | 2015             | Lumenox                                   | Lumenox                | Via ID@Xbox |
| A Boy and His Blob                         | 2016             | Abstraction Games                         | Majesco                |             |
| Acorn Assault: Rodent Revolution           | 2017             | High Tale Studios                         | High Tale Studios      | Via ID@Xbox |
| Action Henk                                | 2016             | RageSquid                                 | Curve Digital          |             |
| Action News Heroes                         | 2016             | Krewe Studios                             | Krewe Studios          | Via ID@Xbox |
| ADR1FT                                     | 2016             | Three One Zero                            | 505 Games              |             |
| Adventures of Pip                          | 2016             | TicToc Games                              | TicToc Games           | Via ID@Xbox |
| Adventure Time: Finn & Jake Investigations | 2015             | Little Orbit                              | Vicious Cycle          |             |
| AER                                        | 2017             | Forgotten Key                             | Daedalic Entertainment |             |
| Affliction                                 | 2017             | Mastermind Games                          | Mastermind Games       | Via ID@Xbox |
| Agatha Christie - The A.B.C. MURDERS       | 2016             | Artefacts Studios                         | Microïds               |             |
| AIPD                                       | 2016             | Blazing Badger                            | mamor games            |             |
| AirMech Arena                              | 2015             | Carbon Games                              | Ubisoft                |             |
| Albedo: Eyes from Outer Space              | 2016             | Z4G0 Ivan Venturi Productions             | Merge Games            | Via ID@Xbox |
| Alekhine's Gun                             | 2016             | Maximum Games                             | Maximum Games          |             |
| Alien: Isolation                           | 2014             | Creative Assembly                         | Sega                   |             |
| The Amazing Spider-Man 2                   | 2014             | Beenox                                    | Activision             |             |
| Anarcute                                   | 2016             | AnarTeam                                  | AnarTeam               | Via ID@Xbox |
| Angry Birds Star Wars                      | 2013             | Rovio Entertainment, Exient Entertainment | Activision             |             |
| Anima: Gate of Memories                    | 2016             | Anima Project Studio                      | Badland Indie          | Via ID@Xbox |
| Another World: 20th Anniversary Edition    | 2014             | Delphine Software                         | Delphine Software      | Via ID@Xbox |
| Anoxemia                                   | 2015             | BSK Games                                 | BadLand Indie          | Via ID@Xbox |
| APB: Reloaded                              | Verwacht         | The Workshop Entertainment                | Deep Silver            |             |
| Aragami (Twin Souls: The Path of Shadows)  | 2016             | Lince Works                               | Lince Works            | Via ID@Xbox |
| Aritana & the Harpy's Feather              | 2015             | Duaik                                     | Duaik                  | Via ID@Xbox |
| ARK: Survival Evolved                      | 2017             | Studio Wildcard                           | Reverb Publishing      |             |
| Arslan: The Warriors of Legend             | 2016             | Omega Force                               | KOEI                   |             |
| Ashen                                      | 2018             | Aurora44                                  | Aurora44               | Via ID@Xbox |
| Assassin's Creed IV: Black Flag            | 2013             | Ubisoft Montreal                          | Ubisoft                |             |
| Assassin's Creed Chronicles: China         | 2015             | Climax Studios Ubisoft Montreal           | Ubisoft                |             |
| Assassin's Creed Chronicles: India         | 2016             | Climax Studios Ubisoft Montreal           | Ubisoft                |             |
| Assassin's Creed Chronicles: Russia        | 2016             | Climax Studios Ubisoft Montreal           | Ubisoft                |             |
| Assassin's Creed Unity                     | 2014             | Ubisoft Montreal                          | Ubisoft                |             |
| Assassin's Creed Syndicate                 | 2015             | Ubisoft Quebec                            | Ubisoft                |             |
| Assetto Corsa                              | 2016             | Kunos Simulazioni                         | 505 Games              |             |
| Awesomenauts Assemble                      | 2014             | Ronimo Games                              | Ronimo Games           |             |
| Azito x Tatsunoko Legends                  | 2015             | Hamster Corporation                       | Hamster Corporation    |             |
| Aztez                                      | 2017             | Team Colorblind                           | Team Colorblind        | Via ID@Xbox |

## B
| Titel                                                                                | Jaar van uitgave | Ontwikkelaar(s)              | Uitgever(s)                            | Notitie(s)  |
| ------------------------------------------------------------------------------------ | ---------------- | ---------------------------- | -------------------------------------- | ----------- |
| Back to the Future: The Game - 30th Anniversary Edition                              | 2015             | Telltale Games               | Telltale Games                         |             |
| Bacon Man: An Adventure                                                              | 2018             | Skymap Games                 | Skymap Games                           | Via ID@Xbox |
| Badland: Game of the Year Edition                                                    | 2015             | Frogmind                     | Frogmind                               | Via ID@Xbox |
| Baila Latino                                                                         | 2015             | Oxygene Media                | O2 Games                               |             |
| The Banner Saga 2                                                                    | 2016             | Stoic                        | Versus Evil                            | Via ID@Xbox |
| Baseball Riot                                                                        | 2015             | 10tons                       | 10tons                                 | Via ID@Xbox |
| Batman: Arkham Knight                                                                | 2015             | Rocksteady Studios           | Warner Bros. Interactive Entertainment |             |
| Battleborn                                                                           | 2016             | Gearbox Software             | 2K Games                               |             |
| Battlefield 4                                                                        | 2013             | Digital Illusions CE         | Electronic Arts                        |             |
| Battlefield Hardline                                                                 | 2015             | Visceral Games               | Electronic Arts                        |             |
| Battle High 2 A+                                                                     | 2015             | Mattrified Games             | Mattrified Games                       |             |
| Battle Islands                                                                       | 2015             | DR Studios                   | 505 Games                              |             |
| Beach Buggy Racing                                                                   | 2015             | Vector Unit                  | Vector Unit                            | Via ID@Xbox |
| Beatbuddy: Tale of the Guardians                                                     | 2015             | Threaks                      | Reverb Publishing                      | Via ID@Xbox |
| Beatsplosion for Kinect                                                              | 2015             | Virtual Air Guitar Company   | Virtual Air Guitar Company             | Via ID@Xbox |
| Bedlam                                                                               | 2015             | RedBedlam                    | Standfast Interactive                  |             |
| Below                                                                                | 2018             | Capybara Games               | Microsoft Studios                      |             |
| Beyond Eyes                                                                          | 2015             | Team17                       | Team17                                 | Via ID@Xbox |
| Beyond: Flesh and Blood                                                              | 2016             | Pixelbomb Games              | Pixelbomb Games                        | Via ID@Xbox |
| Beyond Good & Evil 2                                                                 | 2019             | Ubisoft Montpellier          | Ubisoft                                |             |
| The Binding of Isaac: Rebirth                                                        | 2015             | Nicalis                      | Nicalis                                | Via ID@Xbox |
| Bladestorm: Nightmare                                                                | 2015             | Omega Force                  | KOEI                                   |             |
| Blast 'em Bunnies                                                                    | 2016             | Nnooo                        | Nnooo                                  | Via ID@Xbox |
| BlazBlue Chrono Phantasma Extend                                                     | 2015             | Arc System Works             | Aksys Games                            |             |
| Blood Bowl 2                                                                         | 2015             | Cyanide                      | Focus Home Interactive                 |             |
| Bloodstained: Ritual of the Night                                                    | 2019             | Inti CREATES Inc.            | NNB                                    |             |
| Blue Estate                                                                          | 2015             | HESAW                        | Focus Home Interactive                 | Via ID@Xbox |
| Blues and Bullets                                                                    | 2015             | A Crowd Of Monsters          | A Crowd Of Monsters                    | Via ID@Xbox |
| Boggle                                                                               | 2015             | Frima Studios                | Ubisoft                                |             |
| Bombshell                                                                            | 2016             | Interceptor Entertainment    | 3D Realms                              |             |
| Bonded                                                                               | 2016             | Arkavi Studios               | Iceberg Interactive                    | Via ID@Xbox |
| The Book of Unwritten Tales 2                                                        | 2015             | King Art Games               | Nordic Games                           |             |
| Boom Ball for Kinect                                                                 | 2014             | Virtual Air Guitar Company   | Virtual Air Guitar Company             | Via ID@Xbox |
| Borderlands: The Handsome Collection (Borderlands 2 en Borderlands: The Pre-Sequel!) | 2015             | 2K Australia                 | 2K Games                               |             |
| The Bridge                                                                           | 2015             | Ty Taylor en Mario Castaneda | Majesco                                |             |
| Bridge Constructor                                                                   | 2015             | Clockstone STUDIO            | Headup Games                           |             |
| Broken Sword 5 – The Serpent's Curse                                                 | 2015             | Revolution Software          | Revolution Software                    |             |
| Brothers: A Tale of Two Sons                                                         | 2015             | Starbreeze Studios           | 505 Games                              |             |
| Brunswick Pro Bowling                                                                | 2015             | FarSight Studios             | Alliance Digital Media                 |             |
| Buildanauts                                                                          | 2017             | TouchTilt Games              | TouchTilt Games                        | Via ID@Xbox |

## C
| Titel                                | Jaar van uitgave | Ontwikkelaar(s)                  | Uitgever(s)                 | Notitie(s)  |
| ------------------------------------ | ---------------- | -------------------------------- | --------------------------- | ----------- |
| Cabela's African Adventures          | 2015             | Fun Labs                         | Activision                  |             |
| Caffeine                             | 2015             | Incandescent Imaging             | Incandescent Imaging        | Via ID@Xbox |
| Call of Duty: Advanced Warfare       | 2014             | Sledgehammer Games               | Activision                  |             |
| Call of Duty: Black Ops III          | 2015             | Treyarch                         | Activision                  |             |
| Call of Duty: Ghosts                 | 2013             | Infinity Ward                    | Activision                  |             |
| Calibre 10 Racing Series             | 2014             | Bongfish GmbH                    | Bongfish GmbH               | Via ID@Xbox |
| Call of Cthulhu                      | 2018             | Frogwares                        | Focus Home Interactive      |             |
| Carmageddon: Reincarnation           | 2014             | Stainless Games                  | Stainless Games             |             |
| Cashtronauts                         | Verwacht         | Simon Préfontaine Games          | Simon Préfontaine Games     | Via ID@Xbox |
| Castle Crashers Remastered           | 2015             | The Behemoth                     | The Behemoth                |             |
| Castles                              | 2016             | WhootGames                       | BadLand Indie               | Via ID@Xbox |
| CastleStorm: Definitive Edition      | 2014             | Zen Studios                      | Zen Studios                 | Via ID@Xbox |
| Cast of the Seven Godsends           | Verwacht         | Raven Travel Studios             | Merge Games                 |             |
| Celestial Sword                      | Verwacht         | NNB                              | Perfect World Entertainment |             |
| Chaos;Child                          | 2014             | 5pb.                             | 5pb.                        |             |
| Chariot                              | 2014             | Frima Studio                     | Frima Studio                | Via ID@Xbox |
| Charlotte Seeker                     | Verwacht         | Bear Cowboy Games                | Bear Cowboy Games           | Via ID@Xbox |
| Child of Light                       | 2014             | Ubisoft Montreal                 | Ubisoft                     |             |
| Chivalry: Medieval Warfare           | 2014             | Torn Banner Studios              | Activision                  |             |
| Chroma Squad                         | Verwacht         | Behold Studios                   | Behold Studios              |             |
| Chronology - Time Changes Everything | Verwacht         | Osao games                       | Osao games                  | Via ID@Xbox |
| Chuck's Challenge 3D                 | Verwacht         | Niffler                          | Niffler                     | Via ID@Xbox |
| Churbles                             | Verwacht         | CrashGem                         | CrashGem                    |             |
| Cities: Skylines                     | Verwacht         | Colossal Order                   | Paradox Interactive         |             |
| Clash                                | 2015             | Fennec Fox Entertainment         | Fennec Fox Entertainment    | Via ID@Xbox |
| Class4                               | Verwacht         | Undead Labs                      | Undead Labs                 |             |
| Clockwork                            | Verwacht         | Gamesoft                         | Appsquare                   |             |
| Clockwork Tales: Of Glass and Ink    | 2016             | Artifex Mundi                    | Artifex Mundi               |             |
| ClusterPuck 99                       | 2015             | PHL Collective                   | PHL Collective              | Via ID@Xbox |
| Cobalt                               | 2016             | Oxeye Game Studio, Fatshark      | Mojang                      |             |
| Commander Cherry’s Puzzled Journey   | 2015             | Grande Games                     | Grande Games                | Via ID@Xbox |
| Constructor HD                       | 2016             | System 3                         | NNB                         |             |
| Contrast                             | 2014             | Compulsion Games                 | Compulsion Games            | Via ID@Xbox |
| Cosmic Star Heroine                  | Verwacht         | Zeboyd Games                     | Zeboyd Games                |             |
| Cosmochoria                          | 2016             | Nate Schmold                     | Curve Digital               |             |
| Costume Quest 2                      | 2014             | Double Fine Productions          | Midnight City               |             |
| Crabitron                            | Verwacht         | Two Lives Left                   | Two Lives Left              | Via ID@Xbox |
| Crackdown 3                          | 2019             | Reagent Games                    | Microsoft Studios           |             |
| The Crew                             | 2014             | Ivory Tower, Ubisoft Reflections | Ubisoft                     |             |
| Crimson Dragon                       | 2013             | Grounding, Inc                   | Microsoft Studios           |             |
| Crimsonland                          | 2015             | 10tons                           | 10tons                      |             |
| Crossing the Line                    | Verwacht         | InterMassive Studio              | Zomboko Entertainment       |             |
| Cubot - The Complexity of Simplicity | 2016             | NicoplvGames                     | NicoplvGames                | Via ID@Xbox |
| Cuphead                              | 2017             | Studio MDHR                      | Studio MDHR                 | Via ID@Xbox |
| Cyberpunk 2077                       | 2020             | CD Projekt RED                   | NNB                         |             |

## D
| Titel                                               | Jaar van uitgave | Ontwikkelaar(s)                            | Uitgever(s)                | Notitie(s)  |
| --------------------------------------------------- | ---------------- | ------------------------------------------ | -------------------------- | ----------- |
| D4: Dark Dreams Don't Die                           | 2014             | Access Games                               | Microsoft Studios          |             |
| Dad Beat Dads                                       | 2016             | Stellar Jay Studios                        | Stellar Jay Studios        | Via ID@Xbox |
| Dance Central Spotlight                             | 2014             | Harmonix                                   | Microsoft Studios          |             |
| Dark Raid Bot Wars                                  | Verwacht         | Vector Games                               | Vector Games               | Via ID@Xbox |
| Darksiders II: Deathinitive Edition                 | 2015             | Gunfire Games                              | Nordic Games               |             |
| Dark Souls II: Scholar of the First Sin             | 2015             | From Software                              | Namco Bandai Games         |             |
| Dark Souls III                                      | 2016             | From Software                              | Namco Bandai Games         |             |
| DC Universe Online                                  | 2016             | Daybreak Game Company                      | NNB                        |             |
| Dead Island 2                                       | 2023             | Yager Development                          | Deep Silver                |             |
| Dead or Alive 5 Last Round                          | 2015             | Team Ninja                                 | Tecmo Koei                 |             |
| Deadpool                                            | 2015             | High Moon Studios                          | Activision                 |             |
| Dead Rising 3                                       | 2013             | Capcom                                     | Microsoft Studios          |             |
| Deadwood: The Forgotten Curse                       | Verwacht in 2016 | Steamroller Studios                        | Team 17                    |             |
| Death Stair                                         | 2016             | RnD Labs                                   | RnD Labs                   | Via ID@Xbox |
| Deathtrap                                           | 2017             | NeocoreGames                               | NeocoreGames               | Via ID@Xbox |
| The Deer God                                        | 2015             | Crescent Moon Games                        | Crescent Moon Games        | Via ID@Xbox |
| Defense Grid 2                                      | 2014             | Hidden Path Entertainment                  | 505 Games                  |             |
| Demons Age                                          | 2017             | Bigmoon Entertainment                      | NNB                        |             |
| Destiny                                             | 2014             | Bungie                                     | Activision                 |             |
| Deus Ex: Mankind Divided                            | 2016             | Eidos Montreal                             | Square Enix                |             |
| Deus Ex: Universe                                   | Verwacht         | Eidos Montreal                             | Square Enix                |             |
| Devil May Cry 4 Special Edition                     | 2015             | Capcom                                     | Capcom                     |             |
| Dex                                                 | 2016             | Dreadlocks                                 | BadLand Indie              |             |
| Diablo III: Reaper of Souls - Ultimate Evil Edition | 2014             | Blizzard Entertainment                     | Activision                 |             |
| DiRT Rally                                          | 2016             | Codemasters                                | Koch Media                 |             |
| Dishonored 2                                        | 2016             | Arkane Studios                             | Bethesda Softworks         |             |
| Dishonored: Definitieve Edition                     | 2015             | Arkane Studios                             | Bethesda Softworks         |             |
| Disney Infinity 2.0: Marvel Super Heroes            | 2014             | Avalanche Software                         | Disney Interactive Studios |             |
| Disney Infinity 3.0 Edition                         | 2015             | Avalanche Software                         | Disney Interactive Studios |             |
| Divekick Addition Edition +                         | 2014             | One True Game Studios, Iron Galaxy Studios | Iron Galaxy Studios        | Via ID@Xbox |
| Divinity: Original Sin - Enhanced Edition           | 2015             | Larian Studios                             | Focus Home Interactive     |             |
| DmC: Devil May Cry Definitive Edition               | 2015             | Ninja Theory                               | Capcom                     |             |
| Don Bradman Cricket                                 | 2015             | Big Ant Studios                            | Home Entertainment Studios |             |
| Don't Starve: Giant Edition                         | 2015             | Klei Entertainment                         | Klei Entertainment         |             |
| Doodle God                                          | 2018             | JoyBits                                    | NNB                        |             |
| Doom                                                | 2016             | Id Software                                | Bethesda Softworks         |             |
| Dovetail Games Fishing                              | Verwacht in 2016 | Dovetail Games                             | Dovetail Games             | Via ID@Xbox |
| Dovetail Games Flight Simulator 2016                | Verwacht in 2016 | Dovetail Games                             | Dovetail Games             |             |
| Dovetail Games Train Simulator 2016                 | Verwacht in 2016 | Dovetail Games                             | Dovetail Games             |             |
| Dragon Age: Inquisition                             | 2014             | BioWare                                    | Electronic Arts            |             |
| Dragon Ball: Xenoverse                              | 2015             | Dimps                                      | Namco Bandai               |             |
| Draw a Stickman: Epic                               | 2015             | Hitcents                                   | Hitcents                   | Via ID@Xbox |
| Duck Dynasty                                        | 2014             | FUN Labs                                   | Activision                 |             |
| Duel Gear                                           | Verwacht         | Orbital Speed Studio                       | NNB                        |             |
| Dungeon of Naheulbeuk                               | Verwacht         | Artefacts Studios                          | Microïds                   |             |
| Dungeon League                                      | Verwacht         | achebit                                    | Surprise Attack Games      | Via ID@Xbox |
| Dungeon of the Endless                              | 2016             | Amplitude Studios                          | Amplitude Studios          | Via ID@Xbox |
| The Dwarves                                         | Verwacht in 2016 | King Art Games                             | EuroVideo                  |             |
| Dying Light                                         | 2015             | Techland                                   | Warner Bros. Interactive   |             |
| Dynasty Warriors 8: Empires                         | 2015             | Omega Force                                | Tecmo Koei                 |             |

## E
| Titel                           | Jaar van uitgave | Ontwikkelaar(s)        | Uitgever(s)                        | Notitie(s)  |
| ------------------------------- | ---------------- | ---------------------- | ---------------------------------- | ----------- |
| EA Sports UFC                   | 2014             | EA Canada              | EA Sports                          |             |
| EA Sports UFC 2                 | 2016             | EA Canada              | EA Sports                          |             |
| Earthlock: Festival of Magic    | 2016             | Snowcastle Games       | Snowcastle Games                   | Via ID@Xbox |
| Earth Wars                      | 2015             | oneoreight             | oneoreight                         | Via ID@Xbox |
| EA SPORTS Rory McIlroy PGA TOUR | 2015             | EA Tiburon             | Electronic Arts                    |             |
| Edge of Eternity                | 2022             | Midgar Studio          | NNB                                |             |
| The Elder Scrolls Online        | 2015             | ZeniMax Online Studios | Bethesda Softworks                 |             |
| Electronic Super Joy            | 2016             | Michael Todd Games     | LOOT Interactive                   | Via ID@Xbox |
| ElemenTales                     | Verwacht         | Total Monkery          | Creative England Microsoft Studios |             |
| Elite: Dangerous                | 2015             | Frontier Developments  | Microsoft Studios                  |             |
| Elliot Quest                    | 2017             | Ansimuz Games          | Ansimuz Games                      | Via ID@Xbox |
| Ender of Fire                   | 2015             | Xiness                 | Xiness                             | Via ID@Xbox |
| Energy Hook                     | 2016             | Happion Laboratories   | Happion Laboratories               |             |
| ENKI                            | Verwacht         | Storm in a Teacup      | SOEDESCO                           |             |
| The Escapists                   | 2015             | Mouldy Toof Studios    | Team17                             | Via ID@Xbox |
| The Escapists: The Walking Dead | 2015             | Skybound Entertainment | Team17                             |             |
| The Evil Within                 | 2014             | Tango Gameworks        | Bethesda Softworks                 |             |
| Evolve                          | 2015             | Turtle Rock Studios    | 2K Games                           |             |
| Extreme Exorcism                | 2015             | Golden Ruby Games      | Ripstone                           | Via ID@Xbox |

## F
| Titel                                   | Jaar van uitgave | Ontwikkelaar(s)       | Uitgever(s)                | Notitie(s)        |  |
| --------------------------------------- | ---------------- | --------------------- | -------------------------- | ----------------- |  |
| F1 2015                                 | 2015             | Codemasters           | Bandai Namco               |                   |  |
| Fable Legends                           | Verwacht         | Lionhead Studios      | Microsoft Studios          |                   |  |
| The Fall                                | 2015             | Over The Moon Games   | Over The Moon Games        | Via ID@Xbox       |  |
| Fallout 4                               | 2015             | Bethesda Game Studios | Bethesda Softworks         |                   |  |
| Fantasia: Music Evolved                 | 2014             | Harmonix              | Disney Interactive Studios |                   |  |
| Fat City                                | 2015             | Heavy Iron Studios    | Heavy Iron Studios         | Via ID@Xbox       |  |
| Far Cry 4                               | 2014             | Ubisoft Montreal      | Ubisoft                    |                   |  |
| Far Cry Primal                          | 2016             | Ubisoft Montreal      | Ubisoft                    |                   |  |
| Farming Simulator 15                    | 2015             | Giants Software       | Focus Home Interactive     |                   |  |
| Fenix Furia                             | 2017             | Green Lava Studios    | Reverb Publishing          |                   |  |
| Fermi's Path                            | 2015             | GameArt Studio        | GameArt Studio             | Via ID@Xbox       |  |
| Fibbage                                 | 2014             | Jackbox Games         | Jackbox Games              | Via ID@Xbox       |  |
| FIFA 14                                 | 2013             | EA Canada             | Electronic Arts            |                   |  |
| FIFA 15                                 | 2014             | EA Canada             | Electronic Arts            |                   |  |
| FIFA 16                                 | 2015             | EA Canada             | Electronic Arts            |                   |  |
| Fighter Within                          | 2013             | Daoka                 | Ubisoft                    |                   |  |
| Final Fantasy XV                        | 2016             | Square Enix           | Square Enix                |                   |  |
| Final Fantasy Type-0 HD                 | 2015             | Square Enix           | Square Enix                |                   |  |
| The Flame in the Flood                  | 2016             | The Molasses Flood    | The Molasses Flood         | Via ID@Xbox       |  |
| Flockers                                | 2014             | Team17                | Team17                     | Via ID@Xbox       |  |
| Forced                                  | 2015             | BetaDwarf ApS         | BetaDwarf ApS              | Via ID@Xbox       |  |
| For Honor                               | 2017             | Ubisoft Montreal      | Ubisoft                    |                   |  |
| Fortified                               | Verwacht in 2016 | Clapfoot Games        | Clapfoot Inc.              | Via ID@Xbox       |  |
| Fortnite                                | Forza Horizon 2  | 2014                  | Playground Games           | Microsoft Studios |  |
| Forza Horizon 2 Presents Fast & Furious | 2015             | Playground Games      | Microsoft Studios          |                   |  |
| Forza Motorsport 5                      | 2013             | Turn 10 Studios       | Microsoft Studios          |                   |  |
| Forza Motorsport 6                      | 2015             | Turn 10 Studios       | Microsoft Studios          |                   |  |
| Four Sided Fantasy                      | Verwacht in 2016 | Ludo Land             | Curve Digital              |                   |  |
| Fragments of Him                        | 2016             | SassyBot Studio       | SassyBot Studio            | Via ID@Xbox       |  |
| Friday the 13th: The Game               | 2017             | Gun Media             | NNB                        |                   |  |
| Frizzy                                  | 2015             | Team Frizz            | Team Frizz                 |                   |  |
| Frozen Free Fall: Snowball Fight        | 2015             | SuperVillain Studios  | Disney Interactive Studios |                   |  |
| Fru                                     | 2016             | Through Games         | Through Games              | Via ID@Xbox       |  |
| Fruit Ninja Kinect 2                    | 2015             | Halfbrick             | Halfbrick                  | Via ID@Xbox       |  |
| Funk of Titans                          | 2015             | A Crowd Of Monsters   | A Crowd Of Monsters        | Via ID@Xbox       |  |

## G
| Titel                                        | Jaar van uitgave | Ontwikkelaar(s)         | Uitgever(s)              | Notitie(s)  |
| -------------------------------------------- | ---------------- | ----------------------- | ------------------------ | ----------- |
| Game of Thrones: A Telltale Games Series     | 2014             | Telltale Games          | Telltale Games           |             |
| Gear Gauntlet                                | Verwacht in 2016 | Drop Dead Interactive   | Drop Dead Interactive    | Via ID@Xbox |
| Gears of War: Ultimate Edition               | 2015             | Epic Games              | The Coalition            |             |
| Gears of War 4                               | 2016             | The Coalition           | The Coalition            |             |
| Gemini                                       | 2016             | Echostone Games         | Echostone Games          | Via ID@Xbox |
| Gemini: Heroes Reborn                        | 2016             | Phosphor Games          | Imperative Entertainment |             |
| Gems of War                                  | 2015             | Infinity Plus 2         | 505 Games                |             |
| Generic Space Shooter                        | Verwacht         | Lionsword Studios       | Lionsword Studios        | Via ID@Xbox |
| Geometry Wars 3: Dimensions                  | 2014             | Lucid Games             | Activision               |             |
| Get Even                                     | 2017             | The Farm 51             | Bandai Namco             |             |
| Ghost of a Tale                              | 2019             | Seith CG                | Seith CG                 | Via ID@Xbox |
| Giana Sisters: Dream Runners Director's Cut  | 2015             | Black Forest Games      | EuroVideo                |             |
| Giana Sisters: Twisted Dreams Director's Cut | 2014             | Black Forest Games      | bitComposer Games        | Via ID@Xbox |
| Gigantic                                     | Verwacht in 2016 | Motiga                  | NNB                      |             |
| Ginger: Beyond The Crystal                   | Verwacht         | Drakhar Studio          | BadLand Indie            |             |
| G: Into the Rain                             | 2016             | Soma Games              | Soma Games               | Via ID@Xbox |
| Gladiator: Sword of Vengeance                | 2014             | Throwback Entertainment | NNB                      |             |
| Glitchrunners                                | Verwacht         | Torque Studios          | Torque Studios           | Via ID@Xbox |
| Global Mission 2                             | Verwacht         | NNB                     | NNB                      |             |
| Goat Simulator                               | 2015             | Coffee Stain Studios    | Double Eleven            | Via ID@Xbox |
| Goat Simulator: Mmore Goatz Edition          | 2015             | Coffee Stain Studios    | Double Eleven            | Via ID@Xbox |
| The Golf Club                                | 2014             | HB Studios              | HB Studios               | Via ID@Xbox |
| Gone Home: Console Edition                   | 2016             | Fullbright              | Midnight City            |             |
| Goosebumps: The Game                         | 2015             | WayForward Technologies | GameMill Entertainment   |             |
| G Prime                                      | 2016             | Soma Games              | Code-Monkeys             | Via ID@Xbox |
| Grabbles                                     | Verwacht         | Noble Whale             | Noble Whale              | Via ID@Xbox |
| Grand Theft Auto V                           | 2014             | Rockstar North          | Rockstar Games           |             |
| Grave                                        | 2018             | Broken Window Studios   | Broken Window Studios    | Via ID@Xbox |
| The Great Emoticon                           | Verwacht         | Hit That Switch         | Hit That Switch          | Via ID@Xbox |
| Guacamelee! Super Turbo Champion Edition     | 2014             | Drinkbox Studios        | Drinkbox Studios         | Via ID@Xbox |
| Guitar Hero Live                             | 2015             | FreeStyleGames          | Activision               |             |
| Gujian Qitan                                 | Verwacht         | Gamebar                 | NNB                      |             |
| Guns, Gore & Cannoli                         | 2015             | Crazy Monkey Studios    | Crazy Monkey Studios     | Via ID@Xbox |
| Gunscape                                     | 2016             | Blowfish Studios        | Blowfish Studios         | Via ID@Xbox |
| Gunsport                                     | Verwacht         | Necrosoft Games         | Iron Galaxy Studios      | Via ID@Xbox |
| GunWorld Xbox One Edition                    | 2015             | m07games                | m07games                 | Via ID@Xbox |
| GunWorld 2                                   | 2016             | m07games                | m07games                 | Via ID@Xbox |

## H
| Titel                                 | Jaar van uitgave | Ontwikkelaar(s)                      | Uitgever(s)           | Notitie(s)  |
| ------------------------------------- | ---------------- | ------------------------------------ | --------------------- | ----------- |
| Habitat                               | Verwacht         | 4gency                               | Versus Evil           | Via ID@Xbox |
| Halo 5: Guardians                     | 2015             | Halo Studios                         | Microsoft Studios     |             |
| Halo: The Master Chief Collection     | 2014             | Halo Studios                         | Microsoft Studios     |             |
| Halo: Spartan Assault                 | 2013             | Halo Studios, Vanguard Entertainment | Microsoft Studios     |             |
| Halo Wars 2                           | 2017             | Creative Assembly                    | Microsoft Studios     |             |
| Handball 16                           | 2015             | Eko Software                         | Bigben Interactive    |             |
| Hand of Fate                          | 2015             | Defiant Development                  | Defiant Development   | Via ID@Xbox |
| Happy Dungeons                        | 2016             | Toylogic                             | ToyLogic              |             |
| Happy Landlord                        | Verwacht         | QQ Games                             | Square Enix           |             |
| Happy Mahjong                         | Verwacht         | QQ Games                             | Tencent               |             |
| Happy Wars                            | 2015             | Toylogic                             | Microsoft Studios     |             |
| HeartZ                                | Verwacht         | Upper Byte Studio                    | Upper Byte Studio     | Via ID@Xbox |
| HITMAN                                | 2016             | IO Interactive                       | Square Enix           |             |
| The Hole Story                        | Verwacht         | Girls Make Games                     | Girls Make Games      | Via ID@Xbox |
| Homefront: The Revolution             | 2016             | Dambuster Studios                    | Deep Silver           |             |
| Hover: Revolt of Gamers               | Verwacht         | Fusty Game                           | NNB                   |             |
| How to Survive: Storm Warning Edition | 2014             | Eko Software                         | 505 Games             |             |
| HTR+ High Tech Racing                 | Verwacht         | QUByte Interactive                   | QUByte Interactive    | Via ID@Xbox |
| Hue                                   | Verwacht in 2016 | Fiddlesticks                         | Curve Digital         |             |
| Human Element                         | Verwacht         | Robotoki                             | Robotoki              |             |
| Hunt: Horrors of the Gilded Age       | 2014             | Crytek USA                           | Crytek                |             |
| HUSH: Into the Darkness               | Verwacht         | GS78                                 | The Game Wall Studios |             |
| Hyperdrive Massacre                   | 2016             | 34BigThings                          | 34BigThings           | Via ID@Xbox |
| Hyper Light Drifter                   | 2016             | Heart Machine                        | Heart Machine         | Via ID@Xbox |
| Hyper Void                            | 2016             | IN Framez                            | IN Framez             | Via ID@Xbox |

## I
| Titel                                    | Jaar van uitgave | Ontwikkelaar(s)    | Uitgever(s)        | Notitie(s)  |
| ---------------------------------------- | ---------------- | ------------------ | ------------------ | ----------- |
| The Incredible Adventures of Van Helsing | 2015             | NeocoreGames       | NeocoreGames       | Via ID@Xbox |
| Infinity Runner                          | 2015             | Wales Interactive  | Wales Interactive  |             |
| Inside                                   | Verwacht         | Playdead           | Playdead           |             |
| Inside My Radio                          | 2015             | Seaven Studio      | Seaven Studio      | Via ID@Xbox |
| ION                                      | Verwacht         | Dean "Rocket" Hall | Dean "Rocket" Hall | Via ID@Xbox |
| Ironcast                                 | 2016             | Dreadbit           | Ripstone           | Via ID@Xbox |
| Ittle Dew 2                              | Verwacht         | Ludosity           | Ludosity           | Via ID@Xbox |
| Izle                                     | Verwacht         | Area Effect        | NNB                |             |

## J
| Titel                           | Jaar van uitgave | Ontwikkelaar(s)             | Uitgever(s)              | Notitie(s)  |
| ------------------------------- | ---------------- | --------------------------- | ------------------------ | ----------- |
| The Jackbox Party Pack          | 2014             | Jackbox Games               | Jackbox Games            |             |
| The Jackbox Party Pack 2        | 2015             | Jackbox Games               | Jackbox Games            |             |
| James Pond: Codename Robocod HD | Verwacht         | System 3 Arcade Software    | System 3 Arcade Software |             |
| Jet Car Stunts                  | 2015             | Grip Games                  | bitComposer Games        |             |
| Judgement of Rage               | Verwacht         | ZEON Tech                   | NNB                      |             |
| Juju                            | 2014             | Flying Wild Hog             | Flying Wild Hog          |             |
| Jump Stars                      | Verwacht         | Pixel Blimp                 | Pixel Blimp              | Via ID@Xbox |
| Just Cause 3                    | 2015             | Avalanche Software          | Square Enix              |             |
| Just Dance 2014                 | 2013             | Ubisoft Milan               | Ubisoft                  |             |
| Just Dance 2015                 | 2014             | Ubisoft Paris               | Ubisoft                  |             |
| Just Dance 2016                 | 2015             | Ubisoft Paris               | Ubisoft                  |             |
| Just Dance 2017                 | 2016             | Ubisoft Paris Ubisoft Milan | Ubisoft                  |             |
| Just Dance: Disney Party 2      | 2015             | Ubisoft                     | Ubisoft                  |             |
| Just Shapes & Beats             | Verwacht         | Berzerk Studio              | Berzerk Studio           | Via ID@Xbox |

## K
| Titel                                        | Jaar van uitgave | Ontwikkelaar(s)               | Uitgever(s)          | Notitie(s)  |
| -------------------------------------------- | ---------------- | ----------------------------- | -------------------- | ----------- |
| Kaiju Panic                                  | 2015             | Mechabit                      | Mechabit             | Via ID@Xbox |
| Kalimba                                      | 2014             | Press Play                    | Microsoft Studios    |             |
| Kerbal Space Program                         | Verwacht         | Squad                         | NNB                  |             |
| KickBeat: Special Edition                    | 2014             | Double Helix Games, Rare Ltd. | Microsoft Studios    | Via ID@Xbox |
| Killer Instinct                              | 2013             | Double Helix Games, Rare Ltd. | Microsoft Studios    |             |
| Killer Instinct 2 Classic                    | 2014             | Double Helix Games, Rare Ltd. | Microsoft Studios    |             |
| Killer Instinct Classic                      | 2013             | Double Helix Games, Rare Ltd. | Microsoft Studios    |             |
| Kinect Sports Rivals                         | 2014             | Rare Ltd.                     | Microsoft Studios    |             |
| King of Wushu                                | Verwacht         | Snail Games                   | Snail Games          |             |
| King's Quest                                 | 2015             | The Odd Gentlemen             | Sierra Entertainment |             |
| Kingdom Come: Deliverance                    | 2018             | Warhorse Studios              | Warhorse Studios     |             |
| Kingdom Hearts III                           | Verwacht         | Square Enix                   | Square Enix          |             |
| Knight Squad                                 | 2015             | Chainsawesome                 | Chainsawesome        | Via ID@Xbox |
| Kung Fu Panda: Showdown of Legendary Legends | 2015             | Vicious Cycle                 | Little Orbit         |             |
| KURSK                                        | Verwacht         | Jujubee                       | Jujubee              | Via ID@Xbox |

## L
| Titel                                                     | Jaar van uitgave | Ontwikkelaar(s)       | Uitgever(s)                            | Notitie(s)  |
| --------------------------------------------------------- | ---------------- | --------------------- | -------------------------------------- | ----------- |
| LA Cops                                                   | 2015             | Modern Dream          | Team17                                 | Via ID@Xbox |
| Lacrosse 15                                               | Verwacht         | Crosse Studios        | Big Ant Studios                        |             |
| Lara Croft and the Temple of Osiris                       | 2014             | Crystal Dynamics      | Square Enix                            |             |
| Laserlife                                                 | 2015             | Choice Provisions     | Choice Provisions                      |             |
| Last Inua: An Arctic Adventure                            | Verwacht         | Glowforth             | Wired Productions                      |             |
| Layers of Fear                                            | 2016             | Bloober Team          | Bloober Team                           | Via ID@Xbox |
| The Legend of el Lobodestroyo vs. la Liga de los Villanos | Verwacht         | Lefhanded Studios     | Lefhanded Studios                      |             |
| The Legend of Korra                                       | 2014             | Platinum Games        | Activision                             |             |
| Legend of Raven                                           | Verwacht         | Nicalis               | Nicalis                                |             |
| LEGO Batman 3: Beyond Gotham                              | 2014             | TT Games              | Warner Bros. Interactive Entertainment |             |
| LEGO Dimensions                                           | 2015             | TT Games              | Warner Bros. Interactive Entertainment |             |
| LEGO The Hobbit                                           | 2014             | TT Games              | Warner Bros. Interactive Entertainment |             |
| LEGO Jurassic World                                       | 2015             | TT Games              | Warner Bros. Interactive Entertainment |             |
| LEGO Marvel Super Heroes                                  | 2013             | TT Games              | Warner Bros. Interactive Entertainment |             |
| LEGO Marvel's Avengers                                    | 2016             | TT Games              | Warner Bros. Interactive Entertainment |             |
| The LEGO Movie Videogame                                  | 2014             | TT Games              | Warner Bros. Interactive Entertainment |             |
| Leo's Fortune                                             | 2015             | 1337 & Senri          | 1337 & Senri                           | Via ID@Xbox |
| Let's Sing 2016                                           | 2015             | Voxler                | Ravenscourt                            |             |
| Letter Quest: Grimm's Journey                             | Verwacht         | Bacon Bandit Games    | Bacon Bandit Games                     | Via ID@Xbox |
| Lichdom: Battlemage                                       | 2016             | Xaviant               | Maximum Games                          |             |
| Lies of Astaroth                                          | 2015             | IFree Studio          | Shanghai Muhe Network Technology       |             |
| Life is Strange                                           | 2015             | DONTNOD Entertainment | Square Enix                            |             |
| Lifeless Planet                                           | 2015             | Stage 2 Studios       | Stage 2 Studios                        | Via ID@Xbox |
| Light Fall                                                | Verwacht         | Bishop Games          | Bishop Games                           | Via ID@Xbox |
| Limbo                                                     | 2014             | Playdead              | Microsoft Studios                      | Via ID@Xbox |
| Line of Defense Tactics                                   | 2015             | 3000AD                | 3000AD                                 |             |
| The Little Acre                                           | 2016             | Pewter Game Studios   | Pewter Game Studios                    | Via ID@Xbox |
| The Living Dungeon                                        | 2016             | RadiationBurn         | RadiationBurn                          | Via ID@Xbox |
| LocoCycle                                                 | 2013             | Twisted Pixel Games   | Microsoft Studios                      |             |
| The Long Dark                                             | 2017             | Hinterland Games      | Hinterland Games                       | Via ID@Xbox |
| Lords of the Fallen                                       | 2014             | Deck 13               | City Interactive                       |             |
| Lost Sea                                                  | 2016             | Eastasiasoft Limited  | Eastasiasoft Limited                   | Via ID@Xbox |
| Lovely Planet                                             | 2016             | QUICKTEQUILA          | tinyBuildGAMES                         | Via ID@Xbox |
| Lovers in a Dangerous Spacetime                           | 2015             | Asteroid Base         | Asteroid Base                          | Via ID@Xbox |
| Lumo                                                      | Verwacht in 2016 | Triple Eh?            | Rising Star Games                      |             |
| Luna's Tale: The Curse of the Forgotten Doll              | Verwacht         | Maestro Game Studio   | Maestro Game Studio                    | Via ID@Xbox |

## M
| Titel                                                  | Jaar van uitgave | Ontwikkelaar(s)         | Uitgever(s)                            | Notitie(s)  |
| ------------------------------------------------------ | ---------------- | ----------------------- | -------------------------------------- | ----------- |
| Mad Max                                                | 2015             | Avalanche Studios       | Warner Bros. Interactive               |             |
| Madden NFL 15                                          | 2014             | Electronic Arts         | Electronic Arts                        |             |
| Madden NFL 16                                          | 2015             | Electronic Arts         | Electronic Arts                        |             |
| Madden NFL 25                                          | 2013             | Electronic Arts         | Electronic Arts                        |             |
| Mafia III                                              | 2016             | Hangar 13               | 2K Games                               |             |
| Magical Battle Festa                                   | Verwacht in 2016 | Fly System              | Fly System                             | Via ID@Xbox |
| Magic Duels: Origins                                   | 2015             | Wizards of the Coast    | Wizards of the Coast                   | Via ID@Xbox |
| Magic: The Gathering – Duels of the Planeswalkers 2015 | 2014             | Stainless Games         | Wizards of the Coast                   |             |
| Magnetic: Cage Closed                                  | 2015             | Guru Games              | Gambitious Digital Entertainment       |             |
| Magnets: Fully Charged                                 | 2016             | Total Monkery           | Total Monkery                          | Via ID@Xbox |
| Mainframe One                                          | Verwacht         | Absinthe Games          | Absinthe Games                         | Via ID@Xbox |
| The Manifeste                                          | Verwacht         | Playhouse Entertainment | Playhouse Entertainment                |             |
| Marvel Puzzle Quest: Dark Reign                        | 2016             | WayForward Technologies | D3Publisher                            |             |
| Mass Effect: Andromeda                                 | 2017             | BioWare                 | Electronic Arts                        |             |
| Massive Chalice                                        | 2015             | Double Fine             | Double Fine                            | Via ID@Xbox |
| Max: The Curse of Brotherhood                          | 2013             | Press Play              | Microsoft Studios                      |             |
| Mayan Death Robots                                     | Verwacht         | Sileni Studios          | Daedalic Entertainment                 |             |
| McDroid                                                | 2016             | Elefantopia             | Grip Games                             |             |
| Mega Coin Squad                                        | 2015             | Big Pixel Studios       | Big Pixel Studios                      | Via ID@Xbox |
| Mega Man Legacy Collection                             | 2015             | Digital Eclipse         | Capcom                                 |             |
| Mekazoo                                                | 2016             | The Good Mood Creators  | NNB                                    |             |
| MelterMan                                              | Verwacht         | Husky Swim              | Husky Swim                             | Via ID@Xbox |
| Mercenary Ops 2                                        | Verwacht         | Yingpei Games           | NNB                                    |             |
| Mercury                                                | Verwacht         | YingPei Games           | NNB                                    |             |
| Metal Gear Solid V: Ground Zeroes                      | 2014             | Kojima Productions      | Konami                                 |             |
| Metal Gear Solid V: The Phantom Pain                   | 2015             | Kojima Productions      | Konami                                 |             |
| Metrico+                                               | 2017             | Digital Dreams          | Digital Dreams                         |             |
| Metro 2033 Redux                                       | 2014             | 4A Games                | Deep Silver                            |             |
| Metro: Last Light Redux                                | 2014             | 4A Games                | Deep Silver                            |             |
| Middle-earth: Shadow of Mordor                         | 2014             | Monolith Productions    | Warner Bros. Interactive Entertainment |             |
| Midora                                                 | Verwacht in 2016 | Epic Minds              | Epic Minds                             | Via ID@Xbox |
| Mighty No. 9                                           | 2016             | Comcept, Inti Creates   | Comcept, Inti Creates                  | Via ID@Xbox |
| Mimic Arena                                            | 2016             | Tiny Horse Games        | Tiny Horse Games                       | Via ID@Xbox |
| Minecraft: Story Mode - A Telltale Games Series        | 2015             | Telltale Games          | Telltale Games                         |             |
| Minecraft: Xbox One Edition                            | 2014             | Mojang, 4J Studios      | Microsoft Studios                      |             |
| Mirror's Edge: Catalyst                                | 2016             | Digital Illusions CE    | Electronic Arts                        |             |
| Mitsurugi Kamui Hikae                                  | 2015             | Zenith Blue             | Zenith Blue                            | Via ID@Xbox |
| Monkey King Saga                                       | 2015             | T-Rex Games             | E-Home Entertainment                   |             |
| Monkey Pirates                                         | 2015             | Henchmen Studio         | Henchmen Studio                        | Via ID@Xbox |
| Molecats                                               | 2019             | Molecats                | Molecats                               | Via ID@Xbox |
| Monopoly Deal                                          | 2014             | Asobo Studios           | Ubisoft                                |             |
| Monopoly Plus                                          | 2014             | Asobo Studios           | Ubisoft                                |             |
| Monster Boy And The Cursed Kingdom                     | 2018             | FDG Entertainment       | NNB                                    |             |
| Mortal Kombat X                                        | 2015             | NetherRealm Studios     | Warner Bros. Interactive Entertainment |             |
| Mortar Melon                                           | Verwacht         | Mudvark                 | Mudvark                                | Via ID@Xbox |
| MotoGP 15                                              | 2015             | Milestone S.r.l.        | Milestone S.r.l.                       |             |
| Moto Racer 4                                           | 2017             | Artefacts Studios       | Microïds                               |             |
| MouseCraft                                             | Verwacht         | Crunching Koalas        | Crunching Koalas                       | Via ID@Xbox |
| Munch Time 2                                           | Verwacht         | Gamistry                | Gamistry                               | Via ID@Xbox |
| Murdered: Soul Suspect                                 | 2014             | Airtight Games          | Square Enix                            |             |
| MXGP2                                                  | 2016             | Milestone S.r.l.        | PQube                                  |             |
| Mystereet F: The Detectives’ Curtain Call              | Verwacht         | 5pb.                    | 5pb.                                   |             |

## N
| Titel                                      | Jaar van uitgave | Ontwikkelaar(s)     | Uitgever(s)                 | Notitie(s)  |
| ------------------------------------------ | ---------------- | ------------------- | --------------------------- | ----------- |
| Naruto Shippuden: Ultimate Ninja Storm 4   | 2016             | CyberConnect2       | Bandai Namco                |             |
| Natsuki Chronicles                         | 2019             | Qute Corporation    | Qute Corporation            |             |
| Naughty Kitties                            | 2014             | Coconut Island      | Coconut Island              | Via ID@Xbox |
| NBA 2K14                                   | 2013             | Visual Concepts     | 2K Sports                   |             |
| NBA 2K15                                   | 2014             | Visual Concepts     | 2K Sports                   |             |
| NBA Live 14                                | 2013             | Electronic Arts     | Electronic Arts             |             |
| NBA Live 15                                | 2014             | Electronic Arts     | Electronic Arts             |             |
| NBA Live 16                                | 2015             | Electronic Arts     | Electronic Arts             |             |
| NECROPOLIS                                 | 2016             | Harebrained Schemes | Harebrained Schemes         | Via ID@Xbox |
| Need for Speed                             | 2015             | Ghost Games         | Electronic Arts             |             |
| Need for Speed: Rivals                     | 2013             | Ghost Games         | Electronic Arts             |             |
| Neon Chrome                                | 2016             | 10tons              | 10tons                      | Via ID@Xbox |
| NERO                                       | 2015             | Storm in a Teacup   | Storm in a Teacup           | Via ID@Xbox |
| NeuroVoider                                | 2017             | Flying Oak Games    | Plug In Digital             |             |
| Never Alone                                | 2014             | Upper One Games     | Upper One Games             | Via ID@Xbox |
| Nevermind                                  | 2017             | Flying Mollusk      | Flying Mollusk              | Via ID@Xbox |
| Neverwinter                                | 2015             | Cryptic Studios     | Perfect World Entertainment |             |
| NHL 15                                     | 2014             | EA Canada           | EA Sports                   |             |
| NHL 16                                     | 2015             | EA Canada           | EA Sports                   |             |
| NHL Legacy Edition                         | 2015             | EA Canada           | EA Sports                   |             |
| Nightmares from the Deep: The Cursed Heart | 2015             | Artifex Mundi       | Artifex Mundi               | Via ID@Xbox |
| Ninja Pizza Girl                           | 2016             | Disparity Games     | Disparity Games             | Via ID@Xbox |
| No Time To Explain                         | 2015             | tinyBuild           | tinyBuild                   | Via ID@Xbox |
| Nova-111                                   | 2015             | Funktronic Labs     | Curve Digital               |             |
| NOW That’s What I Call Sing                | 2015             | Voxler              | Ravenscourt                 |             |
| Nuclear Throne                             | Verwacht         | Vlambeer            | Vlambeer                    |             |
| Nutjitsu                                   | 2014             | NinjaBee            | NinjaBee                    | Via ID@Xbox |

## O
| Titel                        | Jaar van uitgave | Ontwikkelaar(s)                         | Uitgever(s)          | Notitie(s)  |
| ---------------------------- | ---------------- | --------------------------------------- | -------------------- | ----------- |
| Octodad: Dadliest Catch      | 2015             | Young Horse Games                       | Young Horse Games    | Via ID@Xbox |
| Oddworld: New 'n' Tasty!     | 2015             | Just Add Water                          | Oddworld Inhabitants |             |
| OlliOlli                     | 2015             | Roll7                                   | Curve Digital        |             |
| On a Roll                    | 2018             | Creative Concepts                       | Creative Concepts    | Via ID@Xbox |
| ONE PIECE: Burning Blood     | 2016             | Spike Chunsoft                          | Bandai Namco         |             |
| Onigiri                      | 2014             | Cyberstep Inc.                          | Cyberstep Inc.       |             |
| ORBIT                        | 2015             | 4bit Games                              | 4bit Games           | Via ID@Xbox |
| Ori and the Blind Forest     | 2015             | Moon Studios                            | Microsoft Studios    |             |
| Outlast                      | 2014             | Moon Studios                            | Microsoft Studios    | Via ID@Xbox |
| Outward                      | 2019             | Nine Dots Studio                        | Nine Dots Studio     | Via ID@Xbox |
| OVERKILL's The Walking Dead  | 2018             | Starbreeze Studios Skybound Interactive | 505 Games            |             |
| Overlord: Fellowship of Evil | 2015             | Codemasters                             | Codemasters          |             |
| Overruled!                   | 2015             | Team 17                                 | Team 17              | Via ID@Xbox |
| Overwatch                    | 2016             | Blizzard Entertainment                  | Activision           |             |
| Oxenfree                     | 2016             | Night School Studio                     | Night School Studio  | Via ID@Xbox |

## P
| Titel                                       | Jaar van uitgave | Ontwikkelaar(s)            | Uitgever(s)                | Notitie(s)  |
| ------------------------------------------- | ---------------- | -------------------------- | -------------------------- | ----------- |
| Pathologic                                  | Verwacht         | Ice-pick Lodge             | Ice-pick Lodge             | Via ID@Xbox |
| Paranautical Activity                       | Verwacht         | Code Avarice               | Digerati Distribution      | Via ID@Xbox |
| Party Hard                                  | 2016             | Pinokl Games               | tinyBuildGAMES             | Via ID@Xbox |
| Payday 2: Crimewave Edition                 | 2015             | Overkill Software          | 505 Games                  |             |
| The Peanuts Movie: Snoopy's Grand Adventure | 2015             | Blue Sky Studios           | Activision                 |             |
| Peggle 2                                    | 2013             | PopCap Games               | Electronic Arts            |             |
| Penarium                                    | 2013             | Self Made Miracle          | Team17                     |             |
| PGA Tour Golf                               | 2015             | Double Helix               | Microsoft Studios          |             |
| Phantasmal: City of Darkness                | Verwacht         | Eyemobi                    | Eyemobi                    | Via ID@Xbox |
| Phantom Dust                                | 2017             | Double Helix               | Microsoft Studios          |             |
| Pier Solar and the Great Architects         | 2014             | WaterMelon Games           | WaterMelon Games           | Via ID@Xbox |
| The Pillars of the Earth                    | 2017             | Daedalic Entertainment     | Daedalic Entertainment     |             |
| The Pinball Arcade                          | 2014             | FarSight Studios           | FarSight Studios           | Via ID@Xbox |
| Pinball FX 2                                | 2014             | Zen Studios                | Zen Studios                | Via ID@Xbox |
| Ping 1.5+                                   | Verwacht         | NAMI TENTOU                | NAMI TENTOU                | Via ID@Xbox |
| Pit People                                  | 2018             | The Behemoth               | The Behemoth               | Via ID@Xbox |
| Pixel Galaxy                                | Verwacht         | Serenity Forge             | Serenity Forge             | Via ID@Xbox |
| Plague Inc: Evolved                         | 2015             | Ndemic Creations           | Ndemic Creations           | Via ID@Xbox |
| Planet of the Eyes                          | 2017             | Cococucumber               | Cococucumber               | Via ID@Xbox |
| Plants vs. Zombies: Garden Warfare          | 2014             | PopCap Games               | Electronic Arts            |             |
| Plants vs. Zombies: Garden Warfare 2        | 2016             | PopCap Games               | Electronic Arts            |             |
| Pneuma: Breath of Life                      | 2015             | Deco Digital Bevel Studios | Deco Digital Bevel Studios | Via ID@Xbox |
| Polychromatic                               | 2015             | Brushfire Games            | Brushfire Games            | Via ID@Xbox |
| Pool Nation FX                              | 2015             | Cherry Pop Games           | Cherry Pop Games           | Via ID@Xbox |
| Powerstar Golf                              | 2013             | Zoë Mode                   | Microsoft Studios          |             |
| Prismatica                                  | Verwacht         | Loomus Games               | Loomus Games               | Via ID@Xbox |
| Prison Architect                            | 2016             | Introversion Software      | Double Eleven              |             |
| Pro Evolution Soccer 2015                   | 2014             | PES Productions            | Konami                     |             |
| Pro Evolution Soccer 2016                   | 2015             | PES Productions            | Konami                     |             |
| Project CARS                                | 2015             | Slightly Mad Studios       | Slightly Mad Studios       |             |
| Project CARS 2                              | Verwacht         | Slightly Mad Studios       | Slightly Mad Studios       |             |
| Project Root                                | 2015             | OPQAM                      | OPQAM                      | Via ID@Xbox |
| Project Spark                               | 2014             | Team Dakota                | Microsoft Studios          |             |
| Prototype                                   | 2015             | Radical Entertainment      | Activision                 |             |
| Prototype 2                                 | 2015             | Radical Entertainment      | Activision                 |             |
| Psycho-Pass: Mandatory Happiness            | 2015             | Mages                      | 5pb.                       |             |
| Pumped BMX +                                | 2015             | Yeah Us!                   | Curve Digital              |             |
| Pure Hold 'Em                               | 2015             | VooFoo Studios             | Ripstone                   | Via ID@Xbox |
| Pure Pool                                   | 2014             | VooFoo Studios             | Ripstone                   | Via ID@Xbox |
| Puyopuyo Tetris                             | 2014             | Sega                       | Sega                       |             |

## Q
| Titel                   | Jaar van uitgave | Ontwikkelaar(s)      | Uitgever(s)       | Notitie(s)  |
| ----------------------- | ---------------- | -------------------- | ----------------- | ----------- |
| Q                       | 2015             | liica OrangeBox      | liica             |             |
| Quantum Break           | 2016             | Remedy Entertainment | Microsoft Studios |             |
| Quantum Rush: Champions | 2015             | GameArt Studio       | GameArt Studio    | Via ID@Xbox |
| Q.U.B.E. Director's Cut | 2015             | Toxic Games          | Toxic Games       | Via ID@Xbox |
| Quest of Dungeons       | 2015             | Upfall Studios       | Upfall Studios    | Via ID@Xbox |
| Quiplash                | 2015             | Jackbox Games        | Jackbox Games     | Via ID@Xbox |

## R
| Titel                                     | Jaar van uitgave | Ontwikkelaar(s)                           | Uitgever(s)                 | Notitie(s)  |
| ----------------------------------------- | ---------------- | ----------------------------------------- | --------------------------- | ----------- |
| Rabbids Invasion: The Interactive TV Show | 2014             | Ubisoft Barcelona                         | Ubisoft                     |             |
| Raging Justice                            | 2018             | Makin Games                               | Makin Games                 | Via ID@Xbox |
| Raiden V                                  | 2016             | MOSS                                      | MOSS                        |             |
| Rain Blood Chronicles: Mirage             | Verwacht         | Gamebar                                   | NNB                         |             |
| Rare Replay                               | 2015             | Rare Ltd.                                 | Rare Ltd.                   |             |
| Rayman Legends                            | 2014             | Ubisoft Montpellier                       | Ubisoft                     |             |
| Razor Global Domination Pro Tour          | Verwacht         | Renegade Kid                              | Scarab Entertainment        |             |
| R.B.I. '14                                | 2014             | MLB.com                                   | MLB.com                     | Via ID@Xbox |
| R.B.I. Baseball 15                        | 2015             | MLB.com                                   | MLB.com                     | Via ID@Xbox |
| Read Only Memories                        | Verwacht         | MidBoss                                   | MidBoss                     | Via ID@Xbox |
| Reagan Gorbachev                          | 2016             | Team2Bit                                  | Team2Bit                    | Via ID@Xbox |
| Rebel Galaxy                              | 2016             | Double Damage Games                       | Double Damage Games         | Via ID@Xbox |
| ReCore                                    | 2016             | Armature Studios                          | Microsoft Studios           |             |
| Resident Evil                             | 2015             | Capcom                                    | Capcom                      |             |
| Resident Evil 0                           | 2016             | Capcom                                    | Capcom                      |             |
| Resident Evil Revelations 2               | 2015             | Capcom                                    | Capcom                      |             |
| Reverse Blade                             | Verwacht         | NNB                                       | Perfect World Entertainment |             |
| RIDE                                      | 2015             | Milestone S.r.l.                          | Milestone S.r.l.            |             |
| Riptide GP2                               | 2015             | Vector Unit                               | Vector Unit                 | Via ID@Xbox |
| Riptide GP: Renegade                      | 2017             | Vector Unit                               | Vector Unit                 | Via ID@Xbox |
| Rise & Shine                              | 2017             | Super Awesome Hyper Dimensional Mega Team | Adult Swim Games            |             |
| Rise of the Tomb Raider                   | 2015             | Crystal Dynamics                          | Square Enix                 |             |
| Risk                                      | 2014             | Ubisoft San Francisco                     | Ubisoft                     |             |
| Rivals of Aether                          | 2017             | Dan Fornace                               | Dan Fornace                 | Via ID@Xbox |
| RIVE                                      | Verwacht in 2016 | Two Tribes                                | Two Tribes                  | Via ID@Xbox |
| Rock Band 4                               | 2015             | Harmonix                                  | Mad Catz                    |             |
| Rocket League                             | 2016             | Psyonix                                   | Psyonix                     | Via ID@Xbox |
| Rock 'N Racing Off Road DX                | 2015             | EnjoyUp Games                             | EnjoyUp Games               |             |
| Rocksmith 2014 Edition                    | 2014             | Ubisoft San Francisco                     | Ubisoft                     |             |
| Rock Zombie                               | 2015             | Quaternion Studio                         | EnjoyUp Games               |             |
| Rogue Legacy                              | 2015             | Cellar Door Games                         | Cellar Door Games           | Via ID@Xbox |
| Rogue Stormers                            | 2016             | Black Forest Games                        | Black Forest Games          |             |
| Romance of the Three Kingdoms 13          | 2016             | KOEI                                      | KOEI                        |             |
| Roundabout                                | 2015             | No Goblin                                 | No Goblin                   | Via ID@Xbox |
| Rugby 15                                  | 2014             | HB Studios                                | Bigben Interactive          |             |
| Rugby League Live 3                       | 2015             | Big Ant Studios                           | Tru Blu Entertainment       |             |
| Rugby World Cup 2015                      | 2015             | HB Studios                                | Bigben Interactive          |             |
| RUN                                       | Verwacht         | Torch Games                               | Torch Games                 | Via ID@Xbox |
| RymdResa                                  | Verwacht         | Morgondag                                 | Morgondag                   | Via ID@Xbox |
| Ryse: Son of Rome                         | 2013             | Crytek                                    | Microsoft Studios           |             |

## S
| Titel                                               | Jaar van uitgave | Ontwikkelaar(s)            | Uitgever(s)                | Notitie(s)  |
| --------------------------------------------------- | ---------------- | -------------------------- | -------------------------- | ----------- |
| Saints Row IV: Re-elected                           | 2015             | Volition                   | Deep Silver                |             |
| Saints Row: Gat Out of Hell                         | 2015             | Volition                   | Deep Silver                |             |
| Schrödinger's Cat and the Raiders of the Lost Quark | 2015             | Italic Pig                 | Team 17                    |             |
| Scrabble                                            | 2015             | Ubisoft San Francisco      | Ubisoft                    |             |
| ScreamRide                                          | 2015             | Frontier Developments      | Microsoft Studios          |             |
| Screencheat                                         | 2016             | Samurai Punk               | Surprise Attack Games      | Via ID@Xbox |
| Sea of Thieves                                      | 2018             | Rare Ltd.                  | Microsoft Studios          |             |
| Seasons After Fall                                  | 2017             | Swing Swing Submarine      | Focus Home Interactive     |             |
| Sébastien Loeb Rally Evo                            | 2016             | Milestone S.r.l.           | PQube                      |             |
| Shadow Warrior                                      | 2014             | Flying Wild Hog            | Devolver Digital           |             |
| Shadow Warrior 2                                    | 2017             | Flying Wild Hog            | Devolver Digital           |             |
| Shantae: Half-Genie Hero                            | 2016             | WayForward Technologies    | WayForward Technologies    |             |
| Shape Up                                            | 2014             | Ubisoft Montreal           | Ubisoft                    |             |
| Shaq-Fu: A Legend Reborn                            | 2018             | Big Deez Productions       | Big Deez Productions       |             |
| Sheltered                                           | 2016             | Unicube                    | Team 17                    | Via ID@Xbox |
| Sherlock Holmes: Crimes & Punishments               | 2014             | Big Deez Productions       | Big Deez Productions       |             |
| Shiftlings                                          | 2015             | Rock Pocket Games          | Sierra Entertainment       |             |
| Shiness                                             | 2017             | Ynnis Interactive          | Focus Home Interactive     |             |
| SHINY                                               | 2017             | Garage 227                 | Garage 227                 | Via ID@Xbox |
| Shovel Knight                                       | 2015             | Yacht Club Games           | Yacht Club Games           | Via ID@Xbox |
| Siegecraft Commander                                | 2017             | Blowfish Studios           | Blowfish Studios           | Via ID@Xbox |
| Silence: The Whispered World 2                      | 2016             | Daedalic Entertainment     | Daedalic Entertainment     | Via ID@Xbox |
| Sixty Second Shooter Prime                          | 2014             | Happion Laboratories       | Happion Laboratories       | Via ID@Xbox |
| Skara: The Blade Remains                            | 2014             | 8-Bit Studio               | 8-Bit Studio               | Via ID@Xbox |
| Skylanders: SuperChargers                           | 2015             | Vicarious Visions          | Activision                 |             |
| Skylanders: Swap Force                              | 2013             | Vicarious Visions          | Activision                 |             |
| Skylanders: Trap Team                               | 2014             | Beenox                     | Activision                 |             |
| SkyScrappers                                        | 2015             | GroundShatter              | NNB                        |             |
| Slain                                               | 2016             | Wolf Brew Games            | Digerati Distribution      | Via ID@Xbox |
| SlashDash                                           | 2015             | Nevernaut Games            | Nevernaut Games            |             |
| Sleeping Dogs: Definitive Edition                   | 2014             | United Front Games         | Square Enix                |             |
| Slender: The Arrival                                | 2015             | Blue Isle Studios          | Midnight City              | Via ID@Xbox |
| Slice Zombies For Kinect                            | 2015             | MADE                       | MADE                       | Via ID@Xbox |
| Smite                                               | 2015             | Hi-Rez Studios             | Hi-Rez Studios             | Via ID@Xbox |
| Sniper Elite III                                    | 2014             | Rebellion Developments     | 505 Games                  |             |
| Sniper Ghost Warrior 3                              | 2017             | City Interactive           | City Interactive           |             |
| Soccer Rage                                         | 2015             | Stamina Games              | Stamina Games              | Via ID@Xbox |
| Soccertron                                          | 2015             | Erosa Games                | Erosa Games                |             |
| Soda Drinker Pro                                    | Verwacht         | Will Brierly               | Will Brierly               |             |
| Solar Shifter EX                                    | 2016             | Elder Games                | Headup Games               |             |
| The Solus Project                                   | 2016             | Teotl Studios              | Grip Games                 |             |
| So Many Me                                          | 2015             | Extend Interactive         | Extend Interactive         | Via ID@Xbox |
| Soul Axiom                                          | 2016             | Wales Interactive          | Wales Interactive          | Via ID@Xbox |
| South Park: The Fractured but Whole                 | 2017             | Ubisoft San Francisco      | Ubisoft                    |             |
| Space Engineers                                     | 2020             | Keen Software House        | Keen Software House        | Via ID@Xbox |
| Space Hulk: Deathwing                               | 2016             | CYANIDE                    | Focus Home Interactive     |             |
| Spaera                                              | 2016             | Blazing Orb                | Blazing Orb                | Via ID@Xbox |
| Speakeasy                                           | 2014             | Super Soul                 | Gun Media                  |             |
| Sparkle Unleashed                                   | 2015             | 10tons                     | 10tons                     | Via ID@Xbox |
| Spectra: 8bit Racing                                | 2015             | Gateway Interactive        | Gateway Interactive        | Via ID@Xbox |
| Spoiler Alert                                       | 2014             | Megafuzz                   | Megafuzz                   | Via ID@Xbox |
| Spy Chameleon                                       | 2015             | Unfinished Pixel           | Unfinished Pixel           | Via ID@Xbox |
| Squid Hero for Kinect                               | 2015             | Virtual Air Guitar Company | Virtual Air Guitar Company | Via ID@Xbox |
| Standpoint                                          | 2015             | Unruly Attractions         | Unruly Attractions         | Via ID@Xbox |
| Starpoint Gemini 2                                  | 2015             | Little Green Men           | Little Green Men           | Via ID@Xbox |
| Star Wars: Battlefront                              | 2015             | Digital Illusions CE       | Electronic Arts, LucasArts |             |
| Starwhal                                            | 2015             | Breakfall                  | Breakfall                  | Via ID@Xbox |
| State of Decay: Year One Survival Edition           | 2015             | Undead Labs                | Microsoft Studios          |             |
| Stealth Inc. 2: A Game of Clones                    | 2015             | Curve Digital              | Curve Digital              | Via ID@Xbox |
| Steamworld Dig                                      | 2015             | Image & Form Games         | Image & Form Games         | Via ID@Xbox |
| SteamWorld Heist                                    | 2015             | Image & Form Games         | Image & Form Games         | Via ID@Xbox |
| Steins;Gate 0                                       | 2017             | 5pb. Nitroplus             | 5pb.                       |             |
| Steredenn                                           | 2016             | Pixelnest Studio           | Pixelnest Studio           | Via ID@Xbox |
| Stick it to the Man                                 | 2014             | Zoink Games                | Zoink Games                | Via ID@Xbox |
| Stranger of Sword City: White Palace                | 2016             | Experience                 | Experience                 |             |
| Strength of the Sword: ULTIMATE                     | 2019             | Ivent Games                | Team17                     |             |
| Strider                                             | 2014             | Double Helix Games         | Capcom                     |             |
| Strike Suit Zero: Director's Cut                    | 2014             | Born Ready Games           | Born Ready Games           | Via ID@Xbox |
| Strike Vector EX                                    | 2016             | Ragequit                   | Reverb Publishing          |             |
| Styx: Master of Shadows                             | 2014             | Cyanide                    | Focus Home Interactive     |             |
| Subaeria                                            | 2018             | Studios Illogika           | Studios Illogika           | Via ID@Xbox |
| Submerged                                           | 2015             | Uppercut Games             | Uppercut Games             | Via ID@Xbox |
| The Sun and Moon                                    | 2017             | Daniel Linssen             | Digerati Distribution      | Via ID@Xbox |
| Sunset Overdrive                                    | 2014             | Insomniac Games            | Microsoft Studios          |             |
| Super Dungeon Bros                                  | 2016             | React! Games               | Wired Productions          | Via ID@Xbox |
| Superhot                                            | 2016             | SUPERHOT Team              | SUPERHOT Team              | Via ID@Xbox |
| Super Mega Baseball: Extra Innings                  | 2015             | Metalhead Software         | Metalhead Software         | Via ID@Xbox |
| Super Party Sports: Football                        | 2015             | HandyGames                 | HandyGames                 | Via ID@Xbox |
| Super Robo Mouse                                    | 2016             | RCMADIAX                   | RCMADIAX                   | Via ID@Xbox |
| Super Rude Bear Resurrection                        | 2017             | Vorpal Games               | Vorpal Games               | Via ID@Xbox |
| Super Snow Fight                                    | 2015             | Patrick God                | Deck13 Interactive         | Via ID@Xbox |
| Super Toy Cars                                      | 2015             | Eclipse Games              | Eclipse Games              | Via ID@Xbox |
| The Swapper                                         | 2015             | Facepalm Games             | Curve Digital              |             |
| The Swindle                                         | 2015             | Size Five Games            | Curve Digital              |             |
| Super T.I.M.E. Force                                | 2014             | Capybara Games             | Capybara Games             | Via ID@Xbox |
| Sword Coast Legends                                 | 2016             | n-Space                    | Digital Extremes           |             |
| SWORDY                                              | 2016             | Frogshark                  | Frogshark                  | Via ID@Xbox |
| Syberia III                                         | 2017             | Microïds                   | Microids                   |             |
| Syndrome                                            | 2017             | Camel 101                  | Bigmoon Entertainment      |             |

## T
| Titel                                | Jaar van uitgave | Ontwikkelaar(s)                     | Uitgever(s)                       | Notitie(s)  |
| ------------------------------------ | ---------------- | ----------------------------------- | --------------------------------- | ----------- |
| Tachyon Project                      | 2015             | Eclipse Games                       | Eclipse Games                     | Via ID@Xbox |
| Tacoma                               | 2017             | Fullbright                          | Fullbright                        | Via ID@Xbox |
| Tales from the Borderlands           | 2014             | Telltale Games                      | Telltale Games                    |             |
| The Technomancer                     | 2016             | Spiders                             | Focus Home Interactive            |             |
| Tembo The Badass Elephant            | 2015             | Game Freak                          | Sega                              |             |
| Terraria                             | 2014             | Engine Software                     | 505 Games                         |             |
| Teslapunk                            | 2015             | KlutzGames                          | KlutzGames                        | Via ID@Xbox |
| Tetris Ultimate                      | 2014             | Blue Planet Software                | Ubisoft                           |             |
| Thea: The Awakening                  | 2017             | MuHa Games                          | MuHa Games                        | Via ID@Xbox |
| There Came an Echo                   | 2015             | Iridium Studios                     | Iridium Studios                   |             |
| Thief                                | 2014             | Eidos Montreal                      | Square Enix                       |             |
| Thimbleweed Park                     | 2017             | Ron Gilbert & Gary Winnick          | Ron Gilbert & Gary Winnick        | Via ID@Xbox |
| This War of Mine: The Little Ones    | 2016             | 11 bit studios                      | Deep Silver                       |             |
| Thomas Was Alone                     | 2014             | Curve Digital                       | Curve Digital                     | Via ID@Xbox |
| Threes!                              | 2014             | Sirvo LLC                           | Sirvo LLC                         | Via ID@Xbox |
| Three Fourths Home: Extended Edition | 2015             | Bracket Games                       | Digerati Distribution             | Via ID@Xbox |
| Through the Woods                    | 2018             | Antagonist                          | Antagonist                        | Via ID@Xbox |
| Tinertia                             | 2015             | Candescent Games                    | Reverb Publishing                 |             |
| Titanfall                            | 2014             | Respawn Entertainment               | Electronic Arts                   |             |
| Tom Clancy's Ghost Recon Wildlands   | 2017             | Ubisoft Paris                       | Ubisoft                           |             |
| Tom Clancy's Rainbow Six: Siege      | 2015             | Ubisoft Montreal                    | Ubisoft                           |             |
| Tom Clancy's The Division            | 2016             | Ubisoft Massive                     | Ubisoft                           |             |
| Tomb Raider: Definitive Edition      | 2014             | Crystal Dynamics United Front Games | Ubisoft                           |             |
| Tony Hawk's Pro Skater 5             | 2015             | Robomodo                            | Activision                        |             |
| Toro                                 | 2015             | RECO Technology                     | RECO Technology                   |             |
| Toto Temple Deluxe                   | 2015             | Juicy Beast                         | Juicy Beast                       | Via ID@Xbox |
| Tour de France 2015                  | 2015             | Cyanide                             | Focus Home Interactive            |             |
| Tower of Guns                        | 2015             | Grip Games                          | Grip Games                        | Via ID@Xbox |
| Toy Soldiers: War Chest              | 2015             | Signal Studios                      | Ubisoft                           |             |
| Trackmania Turbo                     | 2016             | Nadeo                               | Ubisoft                           |             |
| Transformers: Devastation            | 2015             | Platinum Games                      | Activision                        |             |
| Transformers: Rise of the Dark Spark | 2014             | Edge of Reality                     | Activision                        |             |
| Trials Fusion                        | 2014             | RedLynx                             | Ubisoft                           |             |
| Trivial Pursuit Live!                | 2015             | Ubisoft San Francisco               | Ubisoft                           |             |
| Troll and I                          | 2017             | Spiral House                        | Square Enix                       |             |
| Tropico 5                            | 2016             | Haemimont Games                     | Kalypso Media                     |             |
| Tumblestone                          | 2016             | The Quantum Astrophysicists Guild   | The Quantum Astrophysicists Guild | Via ID@Xbox |
| TurnOn                               | 2016             | Brainy Studio                       | Brainy Studio                     | Via ID@Xbox |
| Twilight Struggle Digital Edition    | 2016             | GMT Games                           | GMT Games                         |             |

## U
| Titel                          | Jaar van uitgave | Ontwikkelaar(s)            | Uitgever(s)                | Notitie(s)  |
| ------------------------------ | ---------------- | -------------------------- | -------------------------- | ----------- |
| Ultratron                      | 2015             | Curve Digital              | Curve Digital              | Via ID@Xbox |
| Unbox                          | 2017             | Prospect Games             | Sold Out Sales & Marketing |             |
| Unepic                         | 2016             | EnjoyUp Games              | EnjoyUp Games              | Via ID@Xbox |
| Unmechanical: Extended Edition | 2015             | Talawa Games Teotl Studios | Grip Games                 | Via ID@Xbox |
| Unnamed Fiasco                 | 2016             | Unnamed Fiasco Team        | Unnamed Fiasco Team        | Via ID@Xbox |
| Unravel                        | 2016             | Coldwood Interactive       | Electronic Arts            |             |

## V
| Titel                         | Jaar van uitgave | Ontwikkelaar(s)                  | Uitgever(s)            | Notitie(s)  |
| ----------------------------- | ---------------- | -------------------------------- | ---------------------- | ----------- |
| Valentino Rossi: The Game     | 2016             | Milestone S.r.l.                 | Milestone S.r.l.       |             |
| Valiant Hearts: The Great War | 2014             | Ubisoft Montpellier              | Ubisoft                |             |
| Vampyr                        | 2018             | Dontnod Entertainment            | Focus Home Interactive |             |
| Velocity 2X                   | 2015             | Futurlab Games                   | Sierra Entertainment   |             |
| Videoball                     | 2016             | Action Button Entertainment      | Iron Galaxy Studios    | Via ID@Xbox |
| Voice Commander               | 2014             | Microsoft Foundry Intern Program | Microsoft Corporation  |             |
| Völgarr the Viking            | 2014             | Crazy Viking Studios             | Crazy Viking Studios   | Via ID@Xbox |

## W
| Titel                                 | Jaar van uitgave | Ontwikkelaar(s)        | Uitgever(s)                            | Notitie(s)  |
| ------------------------------------- | ---------------- | ---------------------- | -------------------------------------- | ----------- |
| The Walking Dead: Michonne            | 2016             | Telltale Games         | Telltale Games                         |             |
| The Walking Dead: Season One          | 2014             | Telltale Games         | Telltale Games                         |             |
| The Walking Dead: Season Two          | 2014             | Telltale Games         | Telltale Games                         |             |
| Warhammer 40,000: Inquisitor – Martyr | 2018             | NeocoreGames           | NeocoreGames                           |             |
| Warhammer: End Times - Vermintide     | 2016             | Fatshark               | Fatshark                               |             |
| Watch Dogs                            | 2014             | Ubisoft Montreal       | Ubisoft                                |             |
| Warframe                              | 2014             | Digital Extremes       | Digital Extremes                       | Via ID@Xbox |
| Warlocks vs. Shadows                  | 2015             | One More Level Games   | One More Level Games                   | Via ID@Xbox |
| Warriors Orochi 3 Ultimate            | 2014             | Omega Force            | Tecmo Koei                             |             |
| Wasteland 2                           | 2015             | inXile Entertainment   | Deep Silver                            | Via ID@Xbox |
| We Are Doomed                         | 2015             | Vertex Pop             | Vertex Pop                             | Via ID@Xbox |
| We Happy Few                          | 2018             | Compulsion Games       | Compulsion Games                       | Via ID@Xbox |
| Wells                                 | 2017             | Tower Up Studios       | NNB                                    |             |
| Whispering Willows                    | 2015             | NightLight Interactive | Abstraction Games                      | Via ID@Xbox |
| White Night                           | 2015             | Osome Studio           | Activision                             |             |
| The Witcher 3: Wild Hunt              | 2015             | CD Projekt RED         | Warner Bros. Interactive Entertainment |             |
| The Wolf Among Us                     | 2014             | Telltale Games         | Telltale Games                         |             |
| Wolfenstein: The New Order            | 2014             | MachineGames           | Bethesda Softworks                     |             |
| Wolfenstein: The Old Blood            | 2015             | MachineGames           | Bethesda Softworks                     |             |
| Wonder Flick                          | 2014             | Level-5                | Level-5                                |             |
| Wondershot                            | 2016             | Leikir Studio          | Leikir Studio                          | Via ID@Xbox |
| World of Diving                       | 2014             | Vertigo Games          | Vertigo Games                          | Via ID@Xbox |
| World of Tanks: Xbox One Edition      | 2015             | Wargaming.net          | Microsoft Studios                      |             |
| Worms Battlegrounds                   | 2014             | Team17                 | Team17                                 | Via ID@Xbox |
| Worms WMD                             | 2016             | Team17                 | Team17                                 | Via ID@Xbox |
| Wulverblade                           | 2018             | Darkwind Media         | Darkwind Media                         | Via ID@Xbox |
| WWE 2K15                              | 2014             | Visual Concepts        | 2K Sports                              |             |
| WWE 2K16                              | 2015             | Yuke's                 | 2K Sports                              |             |
| WRC: FIA World Rally Championship 5   | 2015             | Kylotonn Games         | Bigben Interactive                     |             |

## X Y Z
| Titel                           | Jaar van uitgave | Ontwikkelaar(s)        | Uitgever(s)            | Notitie(s)  |
| ------------------------------- | ---------------- | ---------------------- | ---------------------- | ----------- |
| Xbox Fitness                    | 2013             | Sumo Digital           | Microsoft Studios      |             |
| Yasai Ninja                     | 2015             | RECO Technology        | RECO Technology        | Via ID@Xbox |
| Yesterday Origins               | 2016             | Pendulo Studios        | Microïds               |             |
| Yooka-Laylee                    | 2017             | Playtonic Games        | Team17                 | Via ID@Xbox |
| Yu-Gi-Oh! Legacy of the Duelist | 2015             | Konami                 | Konami                 |             |
| Zarvot                          | 2018             | Snowhydra Games        | Snowhydra Games        | Via ID@Xbox |
| Zenith                          | 2016             | Infinigon              | BadLand Indie          | Via ID@Xbox |
| ZHEROS                          | 2016             | Rimlight Studios       | Rimlight Studios       | Via ID@Xbox |
| Ziggurat                        | 2015             | Milkstone Studios      | Milkstone Studios      | Via ID@Xbox |
| ZOMBI                           | 2015             | Ubisoft Montpellier    | Ubisoft                |             |
| Zombie Army Trilogy             | 2015             | Rebellion Developments | Rebellion Developments | Via ID@Xbox |
| Zombie Driver Ultimate Edition  | 2014             | Exor Studios           | Exor Studios           | Via ID@Xbox |
| Zoo Tycoon                      | 2013             | Frontier Developments  | Microsoft Studios      |             |
| Zumba Fitness: World Party      | 2013             | Sumo Digital           | Microsoft Studios      |             |